# Kesklahe
Kesklahe (Duits: Kesklacht) is een plaats in de Estlandse gemeente Peipsiääre, provincie Tartumaa. De plaats heeft de status van dorp (Estisch: küla) en telt 14 inwoners (2021). In 2000 waren dat er 19.
Tot in oktober 2017 hoorde Kesklahe bij de gemeente Alatskivi. In die maand werd Alatskivi bij de gemeente Peipsiääre gevoegd.
De plaats ligt op de noordoever van het meer Lahepera järv.

## Geschiedenis
Kesklahe betekent ‘Midden-Lahe’, waarschijnlijk omdat het tussen de dorpen Lahe en Lahepera ligt.
Kesklahe werd voor het eerst genoemd in 1584 onder de naam Kiesi Lacht. De plaats lag oorspronkelijk op het landgoed van Warbeck (Kastre), maar werd op het eind van de 16e eeuw overgedragen aan Allatzkiwwi (Alatskivi). Daar werd Kesklahe een Hoflage, een niet-zelfstandig landgoed, onder Allatzkiwwi. In 1601 werd de Hoflage Kesche Lachtt genoemd, in 1740 Kesklahhest en in 1758 Middelachte.
Na 1920 stond Kesklahe niet meer op de landkaarten, maar maakte de plaats deel uit van Riidma. In 1997 werd Kesklahe een zelfstandig dorp.